# 李殿冰
李殿冰（1913年12月—1982年），河北曲阳人。中国人民解放军人物。

## 生平
1938年11月，李殿冰加入中国共产党。在1941年到1943年的反扫荡战争中，立大功3次。抗日战争时期，李殿冰任尖地角村党支部书记、民兵队长和联村民兵中队长。他经常带领民兵出没于山野密林、青纱帐中，采用忽聚忽散、时东时西的“麻雀战”，不停地袭扰和打击日伪军，配合八路军作战。
1941年8月的一天上午，1200多名日伪军进山扫荡。日军行进到尖地角村老母庙附近的沟底时，李殿冰带领游击组在北山上突然开枪偷袭日军；然后又转移到南梁又射出一串子弹，又有几个日军中弹丧命。日军在扑上南山梁后，游击组再次撤离。日军随后到老母庙附近大树下的清水洼里抢水喝，李殿冰再次率众瞄准清水洼，30多个日伪军连死带伤，躺倒一片。反扫荡结束以后，冀西第三军分区召开表彰大会，李殿冰获得表彰，并介绍“麻雀战”经验。
1943年9月，日伪军集结4万余人，在飞机的配合下，对北岳区抗日根据地进行扫荡。9月16日，日伪军1000余人包围曲阳县尖地角附近几个村庄，李殿冰混入被日伪军驱赶的人群中，摸到敌人将要偷袭驻武家湾村八路军二团的企图，抄近路送出情报，继而带领民兵占领有利地形，预设埋伏，同时向南、北两丽进攻的日伪军射击开火，制造日伪军双方误会，引其自相攻打，致敌重大伤亡。当日军集中兵力进行报复。这时他已指挥群众迅速撤离，自己带两名民兵赶向正在行进中的日军射击，毙伤5人。随即，他又绕到侧翼山头射击，先后毙伤敌58人，炸死战马3匹。根据区委指示，尖地角周围6个村子的民兵成立了联村民兵中队，李殿冰任中队长。在3个多月的反扫荡中，李殿冰率领民兵游击组作战27次，共毙伤日伪军267人。
反扫荡胜利后，第三军分区召开第一届群英会，李殿冰受表彰并做了射击表演。1944年2月10日，他出席了晋察冀边区首届群英会，边区政府授予他“神枪手”、“太行勇士”和“二等战斗英雄”称号。1944年12月20日，李殿冰出席边区第二届群英会，并被命名为“三全齐美”的英雄。1950年9月，李殿冰出席了中华人民共和国全国战斗英雄代表会议。后担任中国人民解放军河北省新乐县人民武装部部长。1971年，离职休养。1982年病逝。